# العلاقات البرازيلية الناوروية
العلاقات البرازيلية الناوروية هي العلاقات الثنائية التي تجمع بين البرازيل وناورو.

## مقارنة بين البلدين
هذه مقارنة عامة ومرجعية للدولتين:
| وجه المقارنة                                              | البرازيل | ناورو                          |
| --------------------------------------------------------- | --- | ------------------------------ |
| المساحة (كم2)                                             | 8.52 مليون | 21                             |
| عدد السكان (نسمة)                                         | 202.66 مليون | 10.08 ألف                      |
| الكثافة السكانية (ن./كم²)                                 | 23.79 | 48.00 ألف                      |
| العاصمة                                                   | برازيليا، ريو دي جانيرو | ضاحية يارين                    |
| اللغة الرسمية                                             | برتغالية برازيلية، Brazilian Sign Language ‏ | اللغة الناورونية، لغة إنجليزية |
| العملة                                                    | ريال برازيلي، كروزيرو ريال برازيلي ‏، كروزيرو البرازيلية (1990–1993)، البرازيلي كروزادو نوفو، كروزادو برازيلي، cruzeiro ‏، كروزيرو البرازيلية (1942–1967)، الريال البرازيلي (قديم) | دولار أسترالي                  |
| الناتج المحلي الإجمالي (بليون دولار)                      | 2.06 تريليون | 113.88 مليون                   |
| الناتج المحلي الإجمالي (تعادل القوة الشرائية) بليون دولار | 3.22 تريليون | 162.98 مليون                   |
| الناتج المحلي الإجمالي الاسمي للفرد دولار أمريكي          | 8.54 ألف | 9.83 ألف                       |
| الناتج المحلي الإجمالي للفرد دولار أمريكي                 | 15.89 ألف |                                |
| مؤشر التنمية البشرية                                      | 0.754 |                                |
| رمز المكالمات الدولي                                      | +55 | +674                           |
| رمز الإنترنت                                              | .br | .nr                            |
| المنطقة الزمنية                                           | | ت ع م+12:00                    |

## منظمات دولية مشتركة
يشترك البلدان في عضوية مجموعة من المنظمات الدولية، منها:
| علم المنظمة | اسم المنظمة                   | تاريخ انضمام البرازيل | تاريخ انضمام ناورو |
| ----------- | ----------------------------- | --------------------- | ------------------ |
|             | يونسكو                        | 4 نوفمبر 1946         | 17 أكتوبر 1996     |
|             | الاتحاد البريدي العالمي       | ?                     | ?                  |
|             | منظمة الشرطة الجنائية الدولية | ?                     | ?                  |
|             | الأمم المتحدة                 | 24 أكتوبر 1945        | 14 سبتمبر 1999     |
|             | الاتحاد الدولي للاتصالات      | 4 يوليو 1877          | 10 يونيو 1969      |
|             | منظمة حظر الأسلحة الكيميائية  | ?                     | ?                  |

## وصلات خارجية
- موقع وزارة الخارجية البرازيلية